# 2319 Aristides
A 2319 Aristides (ideiglenes jelöléssel 7631 P-L) a Naprendszer kisbolygóövében található aszteroida. Cornelis Johannes van Houten, Ingrid van Houten-Groeneveld és Tom Gehrels fedezte fel 1960. október 17-én.